# Municipio de Jefferson (condado de Washington, Indiana)
El municipio de Jefferson (en inglés: Jefferson Township) es un municipio ubicado en el condado de Washington en el estado estadounidense de Indiana. En el año 2010 tenía una población de 920 habitantes y una densidad poblacional de 7,29 personas por km².

## Geografía
El municipio de Jefferson se encuentra ubicado en las coordenadas 38°42′33″N 86°9′50″O / 38.70917, -86.16389. Según la Oficina del Censo de los Estados Unidos, el municipio tiene una superficie total de 126.23 km², de la cual 124,58 km² corresponden a tierra firme y (1,3 %) 1,65 km² es agua.

## Demografía
Según el censo de 2010, había 920 personas residiendo en el municipio de Jefferson. La densidad de población era de 7,29 hab./km². De los 920 habitantes, el municipio de Jefferson estaba compuesto por el 99,24 % blancos, el 0,22 % eran afroamericanos, el 0,22 % eran amerindios y el 0,33 % eran de una mezcla de razas. Del total de la población el 0,43 % eran hispanos o latinos de cualquier raza.